# Anna d'Orleans (duquessa de Calàbria)
Anna d'Orleans, duquessa de Calàbria (Woluwé- Saint-Pierre, Bèlgica 4 de desembre de 1938) és una aristòcrata amb la consideració de princesa reial de França i duquessa vídua de Calàbria.
És filla dels comtes de París, Enric d'Orleans, pretendent a la corona de França, i d'Isabel d'Orleans-Bragança. És neta per via paterna de Joan d'Orleans i d'Isabel d'Orleans, i per la via materina de Pere del Brasil i de la comtessa Elisabet de Dobrzensky von Dobrzenicz.
Tot i ser nascuda a Bèlgica, passà la seva infància a França, tot i que després per l'exili dels seus pares va voltar per diversos països com Marroc, Espanya i Portugal. Va contraure matrimoni civil amb Carles de Borbó-Dues Sicílies a Louveciennes, l'11 de maig de 1965. La parella s'havia conegut el 1962 a la boda de Joan Carles I d'Espanya. A la relació s'hi va oposar el comte de París, perquè no reconeixia a Carles com a hereu de les Dues Sícilies, ni l'altre el reconeixia a ell com a cap de la Casa de França.A la relació s'hi va oposar el comte de París, perquè no reconeixia a Carles com a hereu de les Dues Sícilies, ni l'altre el reconeixia a ell com a cap de la Casa de França. Finalment, amb la intervenció de Joan de Borbó, es va poder celebrar l'enllaç.
La parella va tenir cinc fills:
- SAR la princesa Cristina de Borbó-Dues Sicílies, nascuda a Madrid el 1966. Es casà el 1994 a Ciudad Real amb Pedro López-Quesada.
- SAR la princesa Maria Paloma de Borbó-Dues Sicílies, nada a Madrid el 1967. Es casà amb l'arxiduc Simeó d'Àustria el 1996 a Ciudad Real.
- SAR el príncep Pere de Borbó-Dues Sicílies, nat a Madrid el 1968. Casat morganàticament amb Sofia Landaluce y Melgarejo el 2001 a Madrid.
- SAR la princesa Inès de Borbó-Dues Sicílies, nada a Madrid el 1971. Casada a Toledo amb l'aristòcrata napolità Michele Carrelli Palombi dei Marchesi di Raiano l'any 2001.
- SAR la princesa Victòria de Borbó-Dues Sicílies, nada a Madrid el 1976. Casada des de l'any 2003 amb l'armador grec Markos Nomikos.

Anna d'Orleans és un membre de la Família Reial habitual en actes públics. Molts legitimistes consideren als ducs de Calàbria hereus al tron espanyol com a conseqüència dels casament morganàtics dels fills dels reis d'Espanya.
Ha destacat en la pintura com a aquarel·lista. Aficionada des de la seva infància, els seus pares van fomentar aquest aspecte amb un professor d'art. Posteriorment ha estat alumna de l'Escola de Sèvres, de París, i de l'estudi de Milly Possos a Sintra, durant l'exili dels comtes de París a Portugal. Més tard també ho ha estat de Pablo Echevarría i el seu talent ha estat reconegut al llarg dels anys. Les seves obres s'han repartit per diversos països.